# Битка код Мелрихштата
Битка код Мелрихштата вођена је 7. августа 1078. године током Великог саксонског устанка.

## Битка
Код баварског места Мелрихштат дошло је до борбе између немачког краља Хајнриха IV и противкраља Рудолфа Швапског. Битка, чисти коњички (витешки) сукоб, карактеристична је по томе што су обе стране напустиле бојиште. Ипак, стратегијски успех био је на страни Хајнриха јер се Рудолф повлачењем одвојио од својих јужнонемачких присталица.